# Samuel Livermore
Samuel Livermore (ur. 14 maja 1732 roku w Waltham w stanie Massachusetts – zm. 18 maja 1803 roku w Holderness w stanie New Hampshire) – amerykański prawnik, sędzia i polityk.
W latach 1780–1782 i 1785–1786 brał udział w obradach Kongresu Kontynentalnego.
W latach 1789–1793 podczas pierwszej i drugiej kadencji Kongresu Stanów Zjednoczonych reprezentował stan New Hampshire w Izbie Reprezentantów Stanów Zjednoczonych.
Następnie został wybrany jako przedstawiciel stanu New Hampshire do Senatu Stanów Zjednoczonych. W latach 1796 i 1799 podczas czwartej i szóstej kadencji Kongresu Stanów Zjednoczonych pełnił funkcję przewodniczącego pro tempore Senatu Stanów Zjednoczonych. W 1801 roku zrezygnował z miejsca w senacie ze względów zdrowotnych. Zmarł dwa lata później.
Jego synowie, Arthur Livermore i Edward St. Loe Livermore, także zasiadali w Izbie Reprezentantów Stanów Zjednoczonych. Arthur Livermore jako przedstawiciel stanu New Hampshire, zaś Edward St. Loe Livermore jako reprezentant stanu Massachusetts.